# Les Sept Gladiateurs (film, 1962)
Pour les articles homonymes, voir Les Sept Gladiateurs.
Pour plus de détails, voir Fiche technique et Distribution.
Les Sept Gladiateurs (titre original : I sette gladiatori) est un film italo-espagnol réalisé par Pedro Lazaga, sorti en 1962.

## Synopsis
Darius, un gladiateur affranchi, décide de rentrer chez lui mais il découvre qu'un infâme tyran a assassiné son père ainsi que celui de sa fiancée. Il va donc faire appel à d'anciens amis et à eux sept, ils vont tout faire pour venger son père et le père de sa fiancée.

## Fiche technique
- Titre original italien : I sette gladiatori
- Titre en français : Les Sept Gladiateurs
- Réalisation : Pedro Lazaga
- Scénario : Alberto de Martino, Bruno Corbucci, Giovanni Grimaldi d'après une histoire de Italo Zingarelli.
- Production : Anacleto Fontini et Italo Zingarelli
- Musique : Marcello Giombini
- Photographie : Bitto Albertini et Eloy Mella
- Montage : Otello Colangeli
- Pays d'origine :  Italie,  Espagne
- Format : couleur
- Durée : 93 minutes
- Genre : Péplum, Film d'aventure
- Dates de sortie : 
  - Italie : 1962
  - France : 17 mai 1963[1]

## Distribution
- Richard Harrison : Dario
- Loredana Nusciak : Ariane
- Livio Lorenzon : Panurge
- Gérard Tichy : Hiarba
- Edoardo Toniolo : Milone
- Franca Badeschi : Lucia
- Barta Barry : Flaco
- Antonio Rubio : Mados
- Antonio Molino Rojo : Macrobio
- Jose Marco Davo : Xeno
- Sal Borgese : un soldat
- Nazzareno Zamperla : Vargas

## Autour du film
- Dans la version française les voix des acteurs sont respectivement :
- Jean Claudio (Richard Harrison)
- Martine Sarcey (Loredana Nusciak)
- Rene Beriard (Gerard Tichy)
- Henri Djanik (Livio Lorenzon)
- Louis Arbessier (Edoardo Toniolo)
- Sophie Leclair (Franca Badeschi)
- Serge Nadaud (Barta Barry)
- Claude Bertrand (Jose Marco Davo)
- Claude Joseph (Antonio Molino Rojo)
- Jean Violette (Antonio Rubio)
- Adaptation française : Jacques Michau. Dialogues : Lucette Gaudiot. Ingénieur du son : Maurice Laroche. Laboratoire : LTC St Cloud.

- Source : Carton+Fedan